# Khachapuri
El Khachapuri (Georgià: ხაჭაპური khach’ap’uri [xɑ'tʃɑ'puri] compost per ხაჭო: [xa'tʃo] "formatge fresc/mató" + პური : ['puri] "pa") és un plat típic i popular de la gastronomia georgiana i estès, també, a altres països ex-soviètics.
Es tracta d'un pa que pot adoptar diferents formes (rodó, rectangular o en forma de barca) al qual se li afegeix formatge agre com seria el cas de l'imeruli (d'Imerècia) o el suluguni (de Mingrèlia i Svanètia) o formatge salat com seria el cas del bryndza. El formatge es ratlla i en alguns casos s'acompanya amb un ou. També s'hi agefeix mantega en el cas que el resultat no sigui prou cremós.
Llur popularitat és tan gran que economistes del think tank ISET-PI, relacionat amb la International School of Economics at Tbilisi State University, van idear un índex per tal de mesurar la inflació a partir del preu del Khachapuri d'Imerècia inspirat en l'Índex Big Mac de The Economist. En el cas georgià, el còmput es duu a terme a partir del preu de la farina, el formatge, la mantega, els ous, la llet i el llevat.

## Variants
El Khachapuri presenta algunes variants marcades per l'emplaçament geogràfic:
- Khachapuri d'Imerècia: Un dels més populars. De forma circular.
- Khachapuri d'Adjària: El més conegut fora de Geòrgia.[6][7] Té forma de barca. Se li afegeix un ou i un tros de mantega.
- Khachapuri de Mingrèlia: de forma rodona. Semblant al d'Imerècia però se li afegeix més formatge.
- Khachapuri de Penovani: Originari de Samtskhe-Javakheti. Generalment té forma quadrada. És considerada la varietat més senzilla de Khachapuri.
- Khachapuri de Gúria: Té forma de lluna creixent i es prepara pel Nadal ortodox.
- Khachapuri d'Ossètia: Similar pel que fa a la forma al d'Imerècia. S'elabora amb patata bullida.
- Khachapuri de Svanètia: Es farceix amb formatge gras, ous i cebes verdes. Té forma circular.

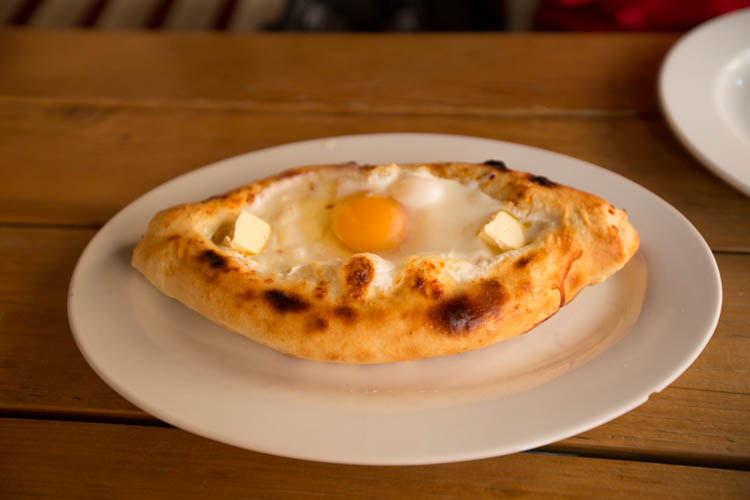
Khachapuri d'Adjària
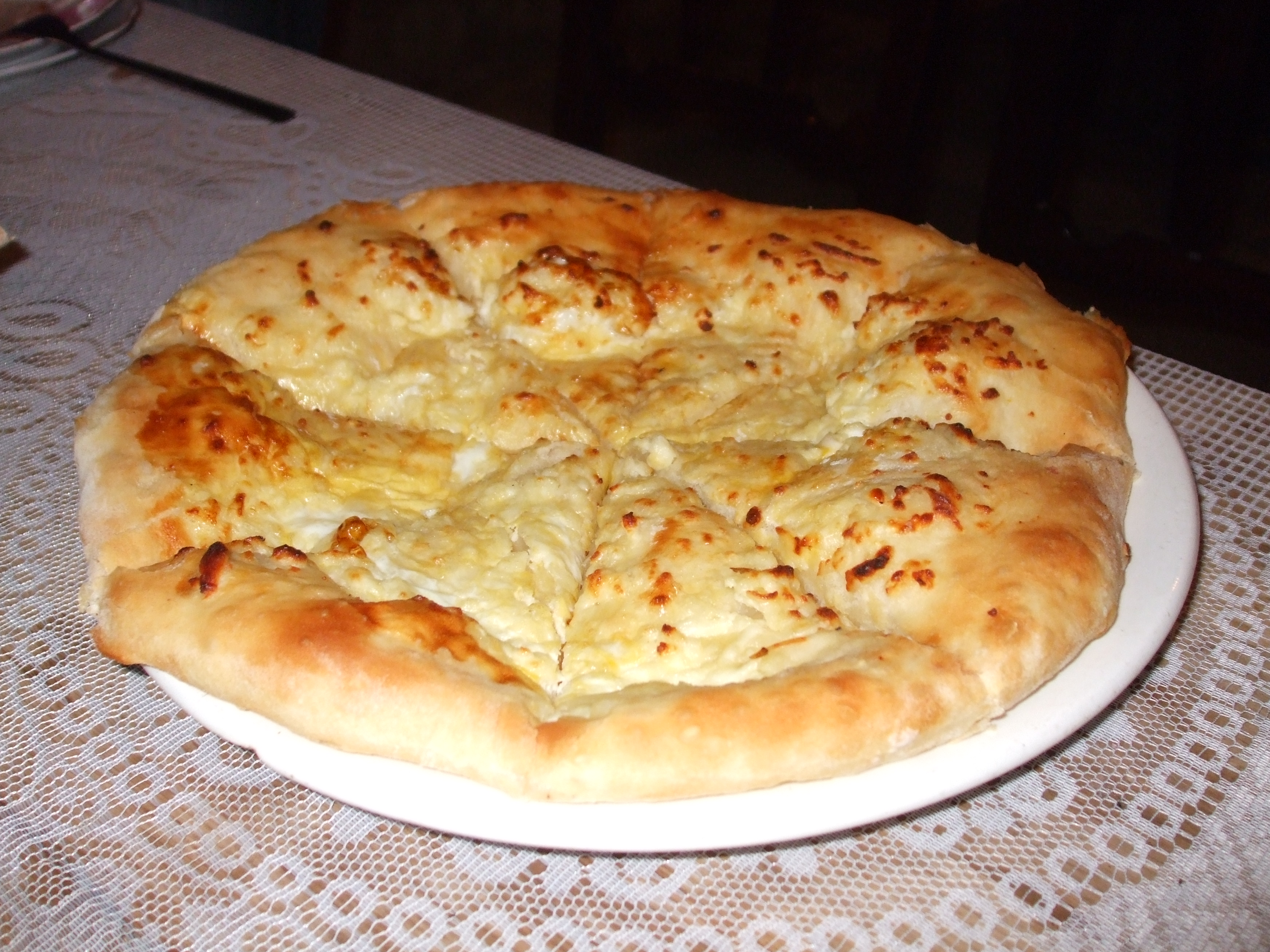
Khachapuri de Mingrèlia
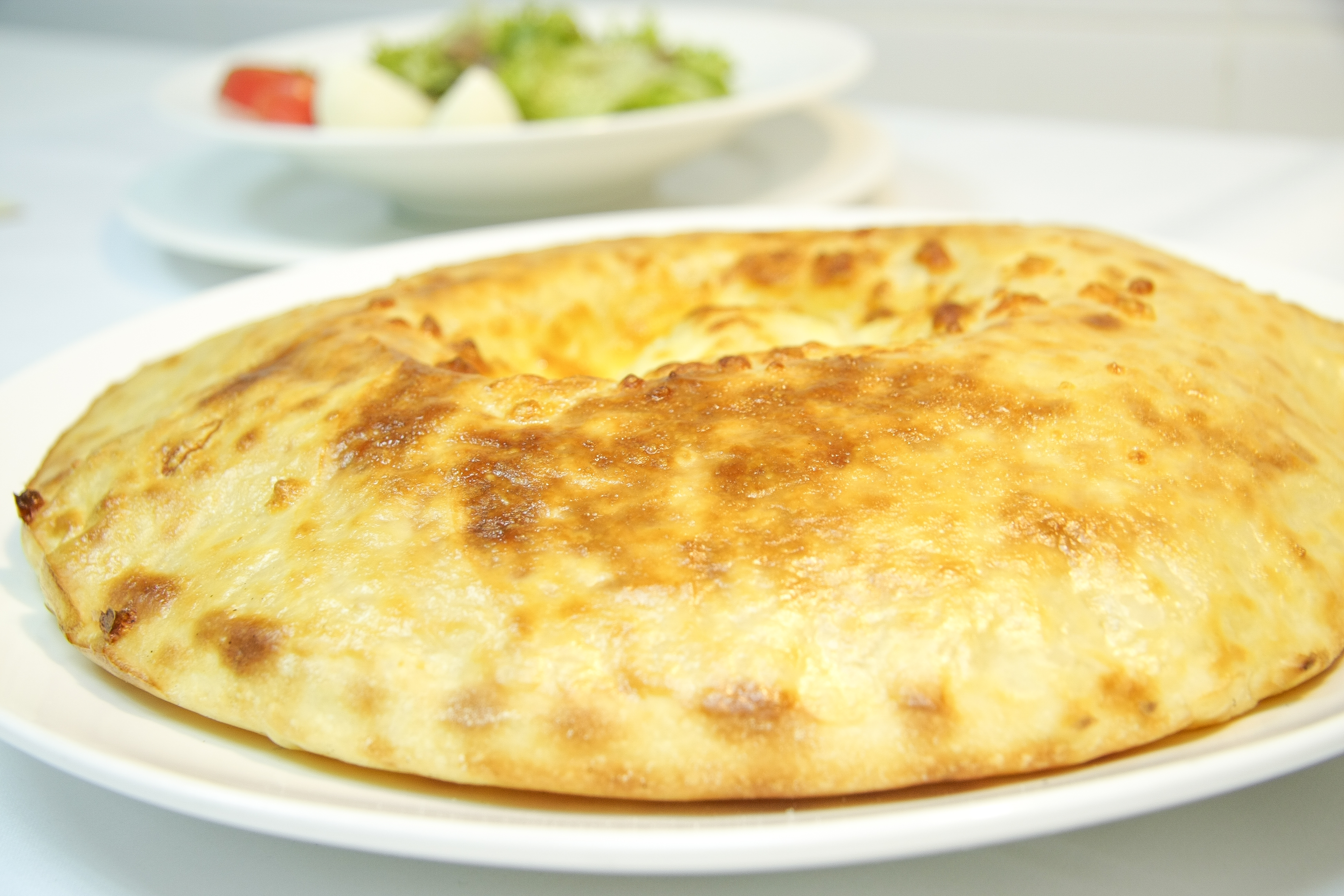
Khachapuri d'Ossètia